# Grevillea stenogyne
Grevillea stenogyne är en tvåhjärtbladig växtart som först beskrevs av George Bentham, och fick sitt nu gällande namn av R.O. Makinson. Grevillea stenogyne ingår i släktet Grevillea och familjen Proteaceae. Inga underarter finns listade i Catalogue of Life.